# Кривая коса
Коса Кривая (укр. Крива коса) — намывная песчаная коса расположенная на северо-восточном побережье Азовского моря.
Территориально коса Кривая входит в состав Седовского поселкового совета Новоазовского района Донецкой области возле посёлка Седово. С 2014 года территория, на которой она расположена, находится под контролем самопровозглашённой Донецкой Народной Республики. Коса находится примерно в 50 км от Мариуполя, и в примерно 100 км от Белосарайской косы. Выдаётся в море на 9 км, и по форме напоминает саблю. Площадь — 5 га. Представляет собой лиманы с водно-болотной растительностью. Восточная сторона её имеет довольно крутой склон, с западной же находятся мелкие заливы, заросшие тростником и водорослями.
Группировка гидрофильных птиц, гнездящихся на стрелке Кривой косы уникальна в масштабах Европы. На ракушечном пляже площадью в несколько гектаров гнездятся десятки тысяч птиц. На Кривой косе гнездуются водно-болотные птицы — чайки, кулики, пеликаны.
Кривая коса — зоологический памятник природы местного значения. Статус памятника природы присвоен решением облисполкома № 26 от 11 января 1978 года. Кривая коса входит в состав регионального ландшафтного парка «Меотида».